# Рамберг, Артур фон
Артур Георг фон Рамберг (нем. Arthur Georg von Ramberg; 4 сентября 1819, Вена — 5 февраля 1875, Мюнхен) — австрийский художник, график, иллюстратор и литограф, работавший в Германии. Барон (с 1849 года). Автор жанровых и исторических полотен, книжных иллюстраций, фресок, гравюр, литографий и ксилографий.

## Биография
Сын фельдмаршала-лейтенанта Австрийской империи и дипломата Георга Генриха фон Рамберга. Младший брат — генерал австрийской армии Герман фон Рамберг. Детство будущего художника прошло в Италии, Германии и Венгрии.
Первые уроки живописи получил в Ганновере под руководством своего родственника Иоганна Генриха Рамберга. Затем путешествовал по Европе.
С 1840 года изучал философию в Карлов университете Праги, одновременно обучаясь в Пражской академии изобразительных искусств. Ученик Франтишека Ткадлика. Через два года перешел в Дрезденскую академию художеств, где занимался в мастерской профессора Юлиуса Гюбнера. В этот период творчества им написаны картины по мотивам произведений Гёте Die Zwergenhochzet («Свадьба карлика») и Kaiser Heinrich I im Kampf mit den Ungarn («Император Генрих I Птицелов в битве с венграми»).
В 1849 году поселился в Мюнхене и в этот период создал серию иллюстраций в произведениям Шиллера. В 1860—1865 годах преподавал живопись в недавно организованной по указу великого герцога Саксен-Веймар-Эйзенахского Саксонской школе искусств в Веймаре.
Весной 1866 года вернулся в Мюнхен и стал профессором рисунка и живописи Мюнхенской академии изящных искусств и работал там до 1866 года. Среди его известных учеников Альберт фон Келлер, Конрад Гроб, Вильгельм Лейбль и другие.

## Творчество
- Император Священной Римской империи Фридрих II в Палермо
- Иллюстрация к драме Фридриха Шиллера «Коварство и любовь»
- Иллюстрация к драме Фридриха Шиллера «Мессинская невеста»